# Spyboll

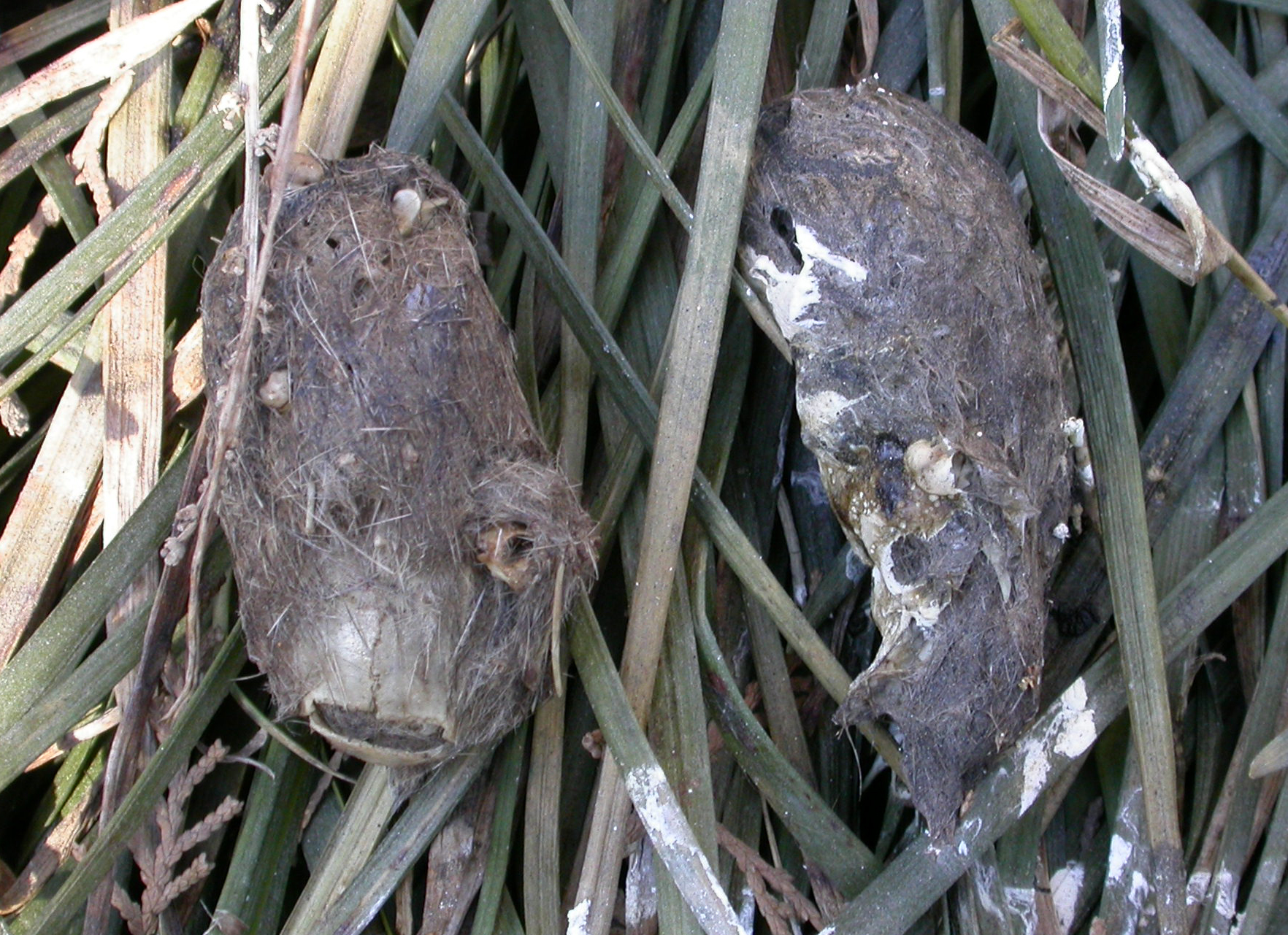
Spybollar från hornuggla.

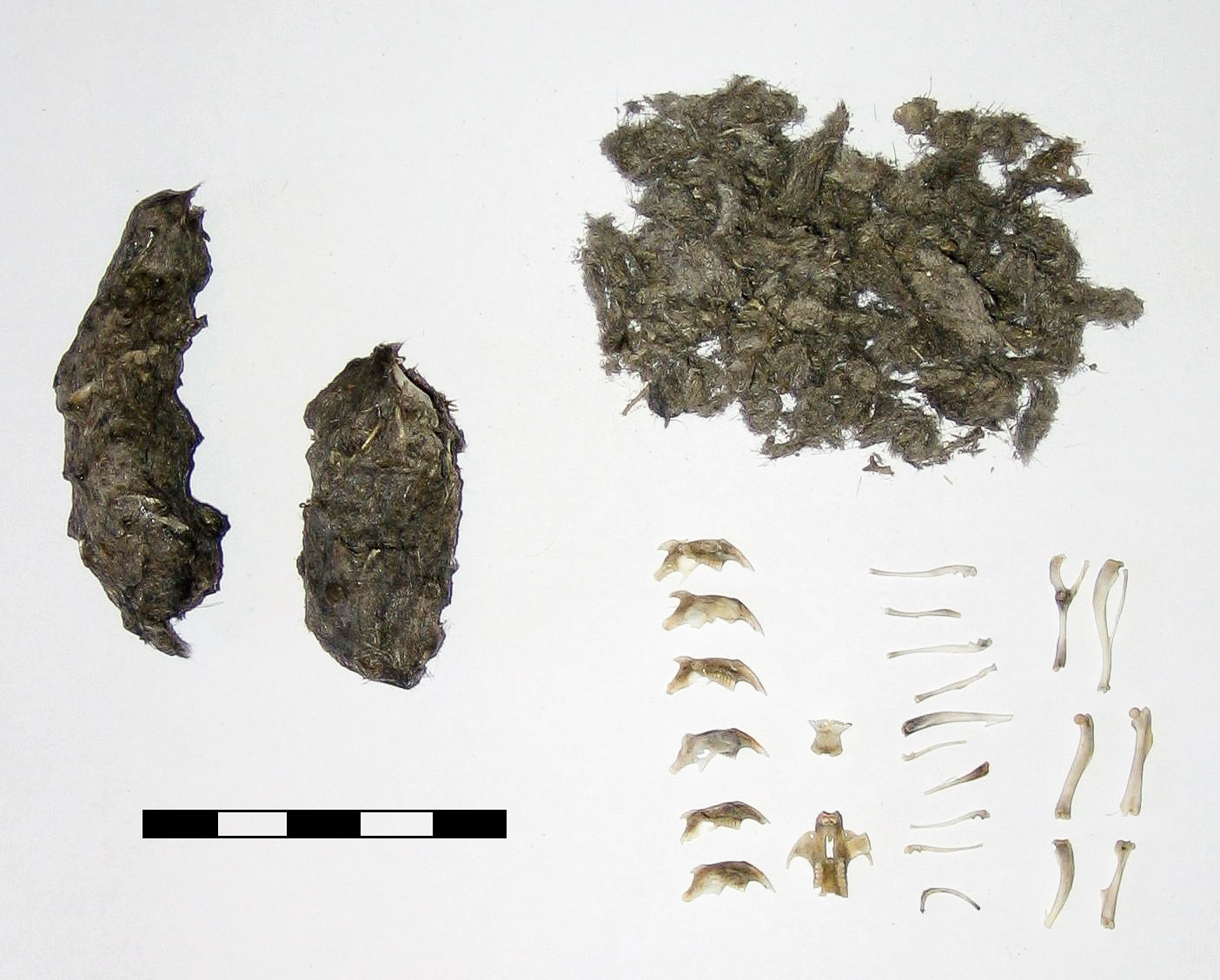
T.v: Två spybollar från hornuggla. T.h: Samma spybollar disikerade, med de ben av gnagare som spybollarna innehöll.

Spybollar är klumpar som en del fåglar stöter upp och som består av osmältbara rester av bytesdjur och liknande, till exempel fjädrar, insektsvingar eller ben.
Spybollen är ofta klotformig eller cylindrisk men kan ha varierande form och är en kompakt klump av osmält material. Genom att studera spybollens sammansättning kan man få god överblick över en fågels matvanor.
Oftast förknippas spybollar med ugglor och rovfåglar, men de förekommer även bland exempelvis kråkfåglar, måsfåglar, hägrar och vadarfåglar.
Eftersom ugglornas magsyra är svagare än rovfåglarnas är innehållet i deras spybollar mer opåverkat och därmed enklare att identifiera och artbestämma än innehållet i rovfåglarnas spybollar.